# Bagrationov most
Bagrationov most (rus. Мост Багратио́н) je most koji premošćuje rijeku Moskvu u ruskom glavnom gradu Moskvi. Povezuje Toranj 2000 s glavnim dijelom Moskovskog međunarodnog poslovnog centra. Most je otvoren u rujnu 1997. prilikom proslave 850. godišnjice osnutka grada. Dobio je ime prema rusko-gruzijskom napoleonovom generalu Petru Bagrationu.
Most je duljine 214 metara s 16 metara širine. Na visini je 13 metara iznad rijeke. Potporni stupovi od armiranog betona nose čeličnu konstrukciju mosta. Most ima dvije razine, dolju koja je omeđena polikarbonatnim pločama, dvostrukim zidom i alumijskim profilima i gornju koja ima zid od dvostrukog stakla.

### Zajednički poslužitelj
|  | Zajednički poslužitelj ima stranicu o temi Bagrationov most    |
|  | Zajednički poslužitelj ima još gradiva o temi Bagrationov most |